# 柘植あづみ
柘植 あづみ（つげ あづみ、1960年 - ）は、日本の医療人類学者。明治学院大学教授。

## 経歴
三重県生まれ。1978年愛知県立中村高等学校卒業。1983年埼玉大学理学部生体制御学科卒業。1985年埼玉大学大学院理学研究科生体制御学専攻博士前期課程修了。同年6月から1989年3月まで三重大学医学部助手。1994年お茶の水女子大学大学院人間文化研究科人間発達学専攻博士後期課程単位取得退学。1996年『医師の生殖医療技術観 -「不妊治療」における日本の産婦人科医の意識と行動に関する事例研究』で博士（学術）の学位を取得。1997年北海道医療大学基礎教育部助教授。1999年明治学院大学社会学部社会学科助教授。2003年教授。2009年国際ジェンダー学会会長。2018年学部長。2021年副学長。

## 受賞歴
- 山川菊栄賞 第20回（2000年度）（『文化としての生殖技術 - 不妊治療にたずさわる医師の語り』に対して）

## 著書
- 『文化としての生殖技術 - 不妊治療にたずさわる医師の語り』（松籟社） 1999
- 『妊娠を考える - 〈からだ〉をめぐるポリティクス』（NTT出版ライブラリーレゾナント、NTT出版） 2010
- 『生殖技術 不妊治療と再生医療は社会に何をもたらすか』（みすず書房） 2012

## 共著
- 『つくられる生殖神話 - 生殖技術・家族・生命』（浅井美智子共編、制作同人社、サイエンスハウス） 1995
- 『遺伝子技術の社会学』（加藤秀一共編著、文化書房博文社、ソキウス研究叢書） 2007
- 『妊娠 あなたの妊娠と出生前検査の経験をおしえてください』（菅野摂子, 石黒眞里共著、洛北出版） 2009